# 匍匐葶苈
匍匐葶苈（学名：Draba piepunensis）为十字花科葶苈属下的一个种。

## 扩展阅读
- 維基物種上的相關：匍匐葶苈